# Nidelva

La Nidelva a Trondheim. 2019

Nidelva (noto anche come Nidelven) è un fiume che scorre nella regione di Trøndelag, in Norvegia. "Elv" in norvegese significa fiume e, quindi, una buona traduzione del nome è "fiume Nid".
La Nidelva nasce dal Selbusjøen (il lago più grande del Sør-Trøndelag), nella sua parte più ad ovest (presso Brøttem), lungo il suo cammino passa attraverso Tiller per concludere il suo percorso nella città di Trondheim dove sfocia nel Trondheimsfjord. Ci sono sei centrali idroelettriche lungo il fiume. L'affluente che raggiunge la Nidelva presso Selbusjøen è chiamato Nea.
Nidelven è la sua canzone, "Nidelven Stille og Vakker du er" (letteralmente Nidelven [quanto] calmo e leggiadro sei).